# دهستان قلعه‌گنج
دهستان قلعه‌گنج، یکی از دهستان‌های بخش مرکزی شهرستان قلعه‌گنج در استان کرمان ایران است. مرکز این دهستان، روستای شمس‌آباد است.

## جمعیت
بر پایه سرشماری عمومی نفوس و مسکن در سال ۱۳۹۵، جمعیت دهستان قلعه‌گنج برابر با ۱۰٬۲۵۶ نفر بوده‌است.